# Festiwal w Monterey
Monterey Pop Festival – amerykański festiwal muzyczny, który odbył się na stadionie w Monterey w Kalifornii w dniach 16–18 czerwca 1967.

## Przebieg i znaczenie festiwalu
Jego inspiratorami byli John Phillips, Alan Pariser, Paul Simon i Lou Adler. Był pierwszym wielkim festiwalem rockowym.
Festiwal organizowany był w niepewności czy w ogóle uda się zrobić festiwal bez supergwiazd. Udziału w nim odmówiły takie zespoły, jak The Beatles, The Rolling Stones czy The Beach Boys. Mimo wszystko na festiwalu w Monterey narodziła się nowa społeczność, a nawet pewna wspólnota. Festiwal z kilku wykonawców uczynił supergwiazdy. Janis Joplin, Jimi Hendrix i Otis Redding odnieśli sukces, podobnie jak Hindus Ravi Shankar spoza kręgu zachodniego. Festiwal zgromadził prawdopodobnie do 100 tys. widzów. Był zapowiedzią Woodstock. Festiwal ten wiąże się z rozkwitem ruchu hipisowskiego i jest wskazywany jako główne wydarzenie symbolizujące tzw. „lato miłości” 1967 roku. Na podstawie nagrań z festiwalu D.A. Pennebaker nakręcił film dokumentalny Monterey Pop.

## Wykonawcy

### Piątek, 16 czerwca
- The Association
- The Paupers
- Lou Rawls
- Beverly
- Johnny Rivers
- The Animals
- Simon & Garfunkel

### Sobota, 17 czerwca
- Canned Heat
- Janis Joplin i Big Brother and the Holding Company
- Country Joe and The Fish
- Al Kooper
- Paul Butterfield Blues Band
- Quicksilver Messenger Service
- Steve Miller Band
- The Electric Flag
- Moby Grape
- Hugh Masekela
- The Byrds
- Laura Nyro
- Jefferson Airplane
- Booker T. and the M.G.’s
- Otis Redding

### Niedziela, 18 czerwca
W niedzielę na festiwalu koncert dał m.in. zespół The Jimi Hendrix Experience. Zagrał 10 utworów a ich koncert trwał 43 minuty.
1. „Introduction by Brian Jones” - 0:39
2. „Killing Floor” – 3:14
3. „Foxy Lady” – 3:28
4. „Like a Rolling Stone” - 7:06
5. „Rock Me Baby” – 3:37
6. „Hey Joe” – 5:11
7. „Can You See Me” – 2:37
8. „The Wind Cries Mary” – 3:53
9. „Purple Haze” – 5:34
10. „Wild Thing” – 7:49

Poza grupą Hendrixa koncerty dali:
- Ravi Shankar
- The Blues Project
- Janis Joplin i Big Brother & The Holding Company
- The Group with No Name
- Buffalo Springfield
- The Who
- Grateful Dead
- Scott McKenzie
- The Mamas & the Papas

## Dyskografia i wideografia

### Dyskografia
- The Monterey International Pop Festival. 4 CD. USA
- Monterey Pop '67. Twenty Years ago... Again. 5 CD. Włochy

### DVD
The Complete Monterey Pop Festival. 3 DVD.
- Monterey Pop
- Jimi Plays Monterey. Shake! Otis at Monterey.
- Monterey Pop: The Outtake Performances.